# The Best of Hironobu Kageyama
The Best of Hironobu Kageyama é a primeira coletânea da carreira solo de Hironobu Kageyama. Foi lançada em 25 de fevereiro de 1989 apenas em CD pela Tokuma Japan Communications e possui um total de 16 faixas, sendo algumas da sua então, ex-banda, LAZY.

## Recepção
Sobre o álbum, o CD Journal disse que "comparado com músicas de ritmo mais veloz, canções mais cadenciadas como Kaze no Yukue e Why Baby Why têm vocais mais no estilo blues."

## Faixas
| N.º            | Título                                            | Letras                           | Música                     | Arranjo           | Duração |  |
| 1.             | "99% I Love You" (do single Try Me)               | Tetsuya Chiaki                   | Tsugutoshi Gotō            | T. Gotō           | 3:36    |  |
| 2.             | "Into the Night" (de It's LIVE Runnin')           | T. Chiaki                        | Nobuhiro Yamakage          | T. Gotō           | 3:43    |  |
| 3.             | "Vivaldi Club" (de Horizon)                       | Yoshiko Miura                    | H. Kageyama                | Norimasa Yamagata | 3:09    |  |
| 4.             | "Kaze no Yukue" (de First at Last)                | Kumiko Tomoi                     | H. Kageyama                | Kenichi Sudo      | 4:59    |  |
| 5.             | "Kizuna" (de Broken Heart)                        | K. Tomoi                         | Ryo Komuro                 | Tohru Aoyama      | 4:14    |  |
| 6.             | "Why Baby Why" (de First at Last)                 | H. Kageyama e Yasuhiko Shigemura | H. Kageyama                | K. Sudo           | 3:53    |  |
| 7.             | "Broken Heart" (de Broken Heart)                  | Shun Saijo                       | Kingo Hamada               | T. Aoyama         | 3:29    |  |
| 8.             | "Love Ballad" (de It's LIVE Runnin')              | K. Tomoi                         | TEMPA                      | H. Kageyama       | 4:07    |  |
| 9.             | "Again" (de It's LIVE Runnin')                    | K. Tomoi                         | Issei Endo                 | H. Kageyama       | 4:34    |  |
| 10.            | "Sarah" (cover de Yuji Yamanaka, de Broken Heart) | Y. Shigemura e Y. Yamanaka       | Y. Shigemura e Y. Yamanaka | T. Aoyama         | 4:58    |  |
| 11.            | "Last Lady" (de Broken Heart)                     | N. Yamakage e K. Tomoi           | Hiroyuki Tanaka            | Kenzo Shiguma     | 4:58    |  |
| 12.            | "Try Me" (do single homônimo)                     | Hiro Tsunoda                     | H. Tsunoda                 | Ken Satoh         | 4:12    |  |
| 13.            | "Mayonaka no Dance" (do single homônimo)          | Y. Miura                         | Kazusaku Araki             | N. Yamanaka       | 3:13    |  |
| 14.            | "Hot Winter" (de Horizon)                         | Y. Miura                         | H. Kageyama                | N. Yamanaka       | 3:05    |  |
| 15.            | "Umibe no Cottage" (de Horizon)                   | Y. Miura                         | Osamu Yamazaki             | N. Yamanaka       | 3:21    |  |
| 16.            | "Game Is Over" (de First at Last)                 | H. Kageyama e K. Tomoi           | K. Sudo                    | K. Sudo           | 6:41    |  |
| Duração total: | Duração total:                                    | Duração total:                   | Duração total:             | Duração total:    | 66:12   |  |